# Sugih Waras (Bagor)
Sugih Waras is een bestuurslaag in het regentschap Nganjuk van de provincie Oost-Java, Indonesië. Sugih Waras telt 3154 inwoners (volkstelling 2010).